# Расмус Хойлунд
Расмус Хойлунд (на датски: Rasmus Winther Højlund) е датски футболист, играещ като нападател за Манчестър Юнайтед и датския национален отбор.
Започва кариерата си в юношеските формации на Брьондби и Копенхаген. Впоследствие започва да играе в мъжкия отбор на Копенхаген на 17 годишна възраст, а през 2022 година преминава в Щурм Грац. През същата година е закупен от Аталанта за 17 милиона евро. Там отбелязва 9 гола за 32 изиграни мача.
На 29 юли 2023 година „Манчестър Юнайтед закупува Хойлунд за 64 милиона паунда плюс 8 милиона паунда бонуси в зависимост от представянето му. Договорът му е за 5 години с опция за една година бонус.
Хойлунд има двама братя близнаци – Емил и Оскар, които също са футболисти и играят за бившия му клуб Копенхаген.

## Успехи
- 2021 – 22: Шампион в Датска суперлига
- 2023 – 24: ФА Къп